# الجومر (شرس)

تعديل مصدري - تعديل

الجومر هي إحدى قرى عزلة بيت قدم بمديرية شرس التابعة لمحافظة حجة، بلغ تعداد سكانها 96 نسمة حسب تعداد اليمن لعام 2004.